# メガパン
MEGAPAN（1989年9月12日 - ）は日本で活動する音楽アーティスト専門鍼灸師である。本名は、野田 峻也（のだ しゅんや）。
株式会社MEGAPAN代表取締役も務める。

## 経歴
1989年9月12日、島根県の邑南町に誕生。高校生の時、バンドにのめり込み、音楽業界を志す。あるツアーのDVDでバンドメンバーの一人がぎっくり腰になっているシーンを見て、アーティストに何か起こった時に治せるスタッフになることを決意し、大阪にある専門学校の鍼灸学科に進学。
卒業後、在学時からアルバイトとして通っていた大阪の町の鍼灸整骨院に就職し、就職と同時に院長となり、鍼灸の技術や経営のノウハウを学ぶ。
その後独立し、個人事業主として”めがぱん鍼灸治療院”を開設。現在は株式会社MEGAPANの代表取締役として、また、大阪医専、首都医校、名古屋医専の特別講師としても活動している。
HAZIKETEMAZARE FESTIVAL 2014での施術をきっかけに、 口コミでその名が知れ渡る。以降、音楽関係者に特化した“アーティスト専門鍼灸師"というかつて存在しなかった新たな立場を確立し、HEY-SMITH、SiM、04 Limited Sazabysといった日本のロックシーンを牽引するバンドのライブツアーにスタッフとして参加。
国内外ツアー帯同の他にも、京都大作戦、DEAD POP FESTiVAL、YON FESを始めとする多数の大型ロックフェスでも活躍。
『音楽×鍼灸』という新たなジャンルを掲げ、演者と裏方、ライブを構成するすべての“アーティスト”が最高のパフォーマンスを発揮できるよう、日々施術を行っている。

また近年は、担当するアーティストたちの要望も後押しとなり、書籍の出版やテレビ、ラジオ、配信などに出演したりイベントに特別講師として参加することで、”アーティスト専門鍼灸師”という道を音楽業界だけではなく世間にも浸透させるための活動も行っている。その様子が、雑誌や新聞、テレビなどに取り上げられることもしばしばである。
2020年には出身地である、「島根県ふるさと親善大使『遣島使』」に就任。同年、コロナ禍に豪雨災害を受けた山陰地方を元気にしたいという想いから、島根県と鳥取県のライブハウスと手を組み「山陰音箱連合軍」を結成。後に「やおよろずプロジェクト」を発足させイベントを開催するなど、地元地域の災害復興支援・地方創生活動も精力的に行なっている。

## 人物
出身は島根県邑南町。身長177cm。血液型A型。
MEGAPANの由来は、目元が昔からクマができやすく”目がパンダ”に似ているとよく言われていたことや、身体が大きいことをMEGAサイズと表現し、”目がパンダ”が”メガパンダ”になり、それを略して”メガパン”と呼ばれるようになったことである。
大の猫好きで、現在飼い猫が2匹いる。
大の漫画好きとしても知られている。

## 出演

### テレビ
- Live News it! (2020年8月1日、TSKさんいん中央テレビ)
- Live News it! (2020年11月13日、TSKさんいん中央テレビ)
- かんさい情報ネット ten. 鍼灸特集 (2021年5月14日、読売テレビ)
- #男旅部 (2022年1月2日、TSKさんいん中央テレビ)

### ラジオ
- ヤマサキガクのGO!LIVE! (2020年8月3日、GO-!EVENING!)
- なんMEGA! (2020年11年13日、FM大阪)
- Viva la radio パート2 (2020年12月11日、Kiss FM KOBE)

### 配信
- 音楽と鍼灸 座談会講座 オンライントーク (2020年5月14日、Youtube)
- 音楽と鍼灸 座談会講座 オンライントーク 再放送 (2020年5月28日、Youtube)
- next sensation talk about 2020 (2020年6月26日.30日、Youtube)
- スナックチェンコ (2020年7月4日、ツイキャス)
- スナックチェンコ (2020年10月23日、ツイキャス)
- 871インスタライブ 035 (2021年2月15日、Instagram)

### 雑誌
- 手紙が繋ぐリレー連載 POSTMAN×POSTMAN (2021年7月、FLYING POSTMAN PRESS)
- 手紙が繋ぐリレー連載 POSTMAN×POSTMAN (2021年8月、FLYING POSTMAN PRESS)

### 新聞
- 島根県高等学校夏季野球大会の特製大会優勝旗を寄贈 (2020年8月4日、朝日新聞)
- 島根県高等学校夏季野球大会の特製大会優勝旗を寄贈 (2020年8月5日、山陰中央新報)
- やおよろずプロジェクト主催 豪雨災害復興支援「大イチョウライトアップショー」(2020年11月14日、島根日日新聞)
- やおよろずプロジェクト主催 豪雨災害復興支援「大イチョウライトアップショー」(2020年11月14日、山陰中央新報)
- ライブの縁 古里照らす (2021年1月4日、読売新聞)
- #音楽と鍼灸 座談会（2021年7月31日、鍼灸柔整新聞）
- 音楽通じ 山陰と全国つなぐ (2021年8月24日、山陰中央新報)

## イベント
- 2020年
  - やおよろずプロジェクト主催 豪雨災害復興支援「大イチョウライトアップショー」

　　(2020年11月13日.14日、島根県大田市浄善寺)
- - グッズ販売の日!! (2020年12月20日、出雲APOLLO)
- 2021年
  - アーティスト専門鍼灸師メガパン島根凱旋!! (2021年3月30日、出雲APOLLO)
  - THE REAL "talk" HOUSE in IZUMO APOLLO (2021年3月30日、出雲APOLLO)
  - オープンキャンパス特別講義 (2021年7月17日、首都医校)
  - オープンキャンパス特別講義 (2021年7月25日、名古屋医専)
  - オープンキャンパス特別講義 (2021年7月31日、大阪医専)
  - #音楽と鍼灸 座談会 (2021年7月31日、大阪医専)
  - #音楽と鍼灸 座談会 アフタートーク (2021年8月14日、ルードック酒場)

## 書籍
「THIS IS MEGAPAN」（2020年10月21日、株式会社ジャパンミュージックシステム）